# Jim Renacci
James B. "Jim" Renacci, född 3 december 1958 i Monongahela i Pennsylvania, är en amerikansk republikansk politiker. Han var ledamot av USA:s representanthus 2011–2019.
Renacci utexaminerades 1980 från Indiana University of Pennsylvania och var sedan verksam som affärsman. Han var borgmästare i Wadsworth i Ohio 2004–2008.
I januari 2018 meddelade Renacci att han skulle ställa upp i senatsvalet år 2018 i Ohio. Rob Portman och Donald Trump gav sitt stöd för Renaccis 2018 senatkampanj. Den 8 maj 2018, vann han det republikanska primärvalet och blev den republikanska kandidaten för den amerikanska senaten från Ohio.
Han är gift med Tina Renacci och har tre barn.